# 부산진중학교
부산진중학교(釜山鎭中學校)는 대한민국 부산광역시 부산진구 범전동에 있는 공립 중학교이다.

## 학교 연혁
- 1967년 9월 8일 : 부산가야중학교 설립인가
- 1968년 3월 11일 : 부산상고 구내에서 제1회 입학식 거행 6학급(326명)
- 1968년 3월 28일 : 초대 정홍범 교장 취임
- 1969년 5월 13일 : 부산진중학교 교명 변경
- 1970년 2월 28일 : 현 신축 교사 이전
- 1972년 12월 31일 : 본교사 7개 교실 증축 준공
- 2007년 3월 1일 : 교육인적자원부 지정 학교폭력예방 학생보호 정책 연구학교 운영
- 2011년 11월 23일 : 학력향상형 창의경영학교 정책 연구학교 발표
- 2011년 12월 31일 : 부산광역시교육청 생활지도 으뜸학교 선정
- 2021년 1월 25일 : 인조 잔디 운동장 조성 완료
- 2023년 3월 1일 : 제25대 김연희 교장 취임
- 2025년 2월 6일 : 제55회 졸업식(73명, 졸업생 누계 22,616명)
- 2025년 3월 4일 : 제58회 입학식(79명)

## 참고 자료
- 부산진중학교 - 한국교육학술정보원 학교알리미